# Système d'éducation à trois vitesses
Au Québec, différents rapports et études font état d'un système d'éducation à trois vitesses. En plus du vaste réseau d'écoles privées québécoises, le système scolaire public est lui-même à double engrenage, réparti entre l'école publique ordinaire et les programmes publics à caractère sélectif comme le baccalauréat international.
Le rapport de 2017 du Conseil supérieur de l'éducation fait état de trois déséquilibres: l'école à trois vitesses, des écoles plus ou moins inclusives et des modalités de scolarisation plus ou moins inclusives.
D'un point de vue sociologique, un système à trois vitesses peut avoir comme conséquence d'accroître les inégalités en éducation. Selon une étude du mouvement « L'école ensemble », fondée sur des données de l’Organisation de coopération et de développement économiques (OCDE), le Québec possède le système scolaire le plus inéquitable au Canada.
Selon le professeur et sociologue Guy Rocher, le système à trois vitesses résulte d'une négligence collective à l'égard des écoles publiques à filière générale. Selon lui, le système à trois vitesses produirait « une pédagogie qui privilégie l’écrit dans un espace-temps rigide, que ce soit pour répondre aux exigences dominatrices du programme ou pour réussir dans les trop nombreux examens imposés par le ministère. Cette conception de l’enseignement et de l’évaluation des élèves favorise les meilleurs, les plus scolaires, les plus rapides, aux dépens des autres ».
L'efficacité réelle du système à trois vitesses est fréquemment remise en question, puisque selon les statistiques en éducation, le Québec a le taux de décrochage le plus élevé au Canada. Selon le professeur Égide Royer de la Faculté des sciences de l'éducation de l'Université Laval, il est aussi possible que le système d'éducation à trois vitesses puisse contribuer à fausser l'échantillonnage de réussite des élèves québécois dans les enquêtes internationales en matière de compétences en lecture, en sciences et en mathématiques.
Fait à noter, les écoles privées elles-mêmes sont financées à hauteur de 75 % par le ministère public car investir une telle proportion de sommes d'argent dans les écoles privées permet ultimement au gouvernement de réduire d'environ 25 % les coûts investis dans le système public pour chaque enfant qui va à l'école privée.